# Gustav Wyneken
Gustav Adolf Wyneken (Stade, 19 marzo 1875 – Gottinga, 8 dicembre 1964) è stato un pedagogo e scrittore tedesco.
Riformatore dell'educazione, fautore del libero pensiero e leader carismatico; le sue idee e pratiche in materia d'istruzione e socializzazione giovanile sono state molto influenti tra i suoi contemporanei, ma anche controverse a causa della loro palese posizione a favore della pederastia, seppur in parte idealizzata.

## Primi anni
Nato in una famiglia cristiana molto devota, ha studiato in gioventù teologia e filosofia a Berlino. Nel 1900 sposa Luise Margaretha Dammermann, da cui però divorzia dieci anni dopo. Tra il 1900 e il 1906 ha lavorato come insegnante in diversi collegi, ed è stato un collega di Hermann Lietz.
Ha guidato successivamente il movimento "Freie Schulgemeinde" o "Libera Scuola", che ha fondato collegi-convitti in tutta la Germania (con un primo tentativo d'introdurvi una qualche forma di educazione sessuale) ed ebbe scambi intellettuali anche con Magnus Hirschfeld e Siegfried Bernfeld.

## Cultura giovanile e Eros pedagogico
Wyneken coniò due termini che ebbero molta influenza ai suoi tempi, ma anche oltre: "Jugendkultur" e "Pädagogischer Eros".
Eros pedagogico è il nome dato all'attrazione erotica e al sentimento d'amore, che deve esserci sempre (per Wyneken) tra un maestro adulto e il suo allievo adolescente. Il termine è stato successivamente incanalato poi in un insieme di concetti popolari propugnati nelle comunità giovanili e in certi istituti scolastici, sulla base dell'amore platonico e dell'erotismo descritto da Stratone di Sardi ossia l'input dato al sentimento estetico provocato dalla bellezza nella relazione pedagogica tra membri dello stesso sesso di età differente; il tutto mescolato con le grandi idee filosofiche tedesche.
Col termine di cultura giovanile s'indicava invece l'idea che, ove questo fosse stato possibile, gli adulti avrebbero dovuto evitare d'intromettersi troppo nelle sfere di potere dei gruppi giovanili, cercando invece di lasciare ai giovani stessi la guida e la preparazione dei nuovi ragazzi a loro affidati. Questo concetto ebbe una profondissima influenza su tutto il movimento giovanile tedesco d'inizio '900, ma in particolar modo sui Wandervogel e sull'organizzazione "Gemeinschaft der Eigenen" fondata da Adolf Brand.
Wyneken ha sempre cercato di minimizzare al massimo grado le nozioni allora molto popolari sulla necessità di una rinascita e restauro in senso nazional-patriottico della cultura tedesca; non è stato inoltre mai segnalato come esser antisemita: le sue scuole, che erano gratuite, hanno sempre accettato alunni ebrei. Su alcuni pilastri ideali da lui coniati si basarono anche i movimenti giovanili ebraici polacchi e austriaci, come ad esempio l'Hashomer Hatzair; ma ha avuto una certa influenza anche sui primi Kibbutz educativi del nascente stato di Israele.
È anche noto per aver influenzato la cerchia che ruotava attorno al poeta austriaco Stefan George, certe idee di Bruno Bettelheim e l'istituzione della scuola di Casarsa della Delizia nel 1944 da parte dell'allora giovane maestro Pier Paolo Pasolini, così come anche tutto il periodo successivo d'insegnamento di Pasolini.
A sua volta si nota come lo stesso Wyneken sia stato ispirato dal pensiero di Martin Buber e da tutta la tradizione educativa ebraica, in cui si afferma che una buona educazione si deve fondare sul sentimento d'amore di un insegnante per i suoi allievi (e ricambiato da questi con alta stima e forte senso d'ammirazione). Nel vortice d'idee e ideologie che percorsero la Germania nei primi decenni del '900, inevitabilmente le sue forti posizioni causarono anche varie polemiche.

## Wyneken e Benjamin
Il giovane Walter Benjamin fu fortemente e positivamente segnato dal suo soggiorno tra il 1905 e il 1907 (tra i 13 e i 15 anni) in una delle tante scuole-convitto fatte aprire da Wyneken. Una corrente d'élite, radical-aristocratica e ferocemente intellettualistica attraversò tutto il movimento giovanile tedesco che prese spunto da Wyneken; suo ideale era quello di una "Männerbund" o società maschile altamente ispirata dagli ideali etico-estetici di Immanuel Kant, Goethe, Hegel e Friedrich Nietzsche (Rabinbach, 1985).
Tuttavia quando Wyneken tenne nel 1914 un discorso il quale era, in linea di massima, a favore della guerra, il pacifista Benjamin a malincuore si trovò costretto a rompere i rapporti col suo più anziano mentore.

## Lo scandalo Wickersdorf
Nel 1920 Wyneken, allora quarantacinquenne, viene costretto a dimettersi da leader indiscusso qual era della Comunità "Scuola Libera" a seguito delle accuse rivoltegli d'intrattenere delle relazioni omosessuali con due dei suoi studenti adolescenti; molti tra i genitori e la stessa direzione della scuola presero le difese di Wyneken: nonostante ciò l'anno seguente venne condannato per aver compiuto atti immorali con minori maschi (per aver presumibilmente abbracciato, baciato e accarezzato due allievi mentre questi si trovavano nudi).

## Ultimi anni
Il periodo successivo lo visse esclusivamente come scrittore. Dopo l'assassinio di Walther Rathenau, ha incoraggiato azioni di educazione contro l'ascesa del fascismo. Nel 1925 gli fu permesso di lavorare come manager alla scuola di Wickersdorf, tuttavia non gli fu più permesso d'insegnare. Dopo che nel 1931 vi fu un'altra accusa di relazione sessuale avuta con un ragazzo, si trasferì a Berlino; nel 1934 si trasferì infine definitivamente a Gottinga, ove rimarrà fino alla morte avvenuta 30 anni dopo.

## Influenza culturale
Le idee di Wyneken sull'Eros pedagogico vennero presto connesse al mondo gay ed emigrarono alla volta degli Stati Uniti, influenzando sia la narrativa che gli scritti pedagogici di Paul Goodman; ma la sua opera ebbe notevole presa anche su Homer Lane, che si stabilì in Inghilterra nel 1912 per creare un "piccolo Commonwealth" nella sua scuola di Dorset e che divenne a sua volta un mentore del futuro educatore scozzese Alexander Sutherland Neill.
Le idee di Wyneken vennero trattate anche in produzioni culturali nuove, come il primo lungometraggio a trattare dell'amore tra persone dello stesso sesso in ambito scolastico, Ragazze in uniforme (film 1931), tratto da un dramma di Christa Winsloe. Tra i molti altri rimandi culturali possiamo citare il romanzo Jakob von Gunten (1908) di Robert Walser, "Symphony of Eros" (1925) di Erich Ernst, Claudine a scuola (1900) di Colette: quest'ultimo riflette l'influenza delle idee tedesche nei riguardi dell'insegnamento nella tradizione dei collegi francesi.
Il tema ha continuato ad essere esplorato sia nella letteratura che nel cinema; nel romanzo "Happy Endings" (1989) di David Cook, nell'opera di Alan Hollinghurst e di Stephen Fry, nella poesia e nei testi di canzone di Pauline Stainer,  Momus (in "The Guitar Lesson"), Rufus Wainwright (in "The Art Teacher"), e Sting (in Don't Stand So Close to Me).

## Opere
- Schule und Jugendkultur. Jena 1913. 2. Aufl. Jena 1914.
- Die neue Jugend. Ihr Kampf um Freiheit und Wahrheit in Schule und Elternhaus, in Religion und Erotik. München 1914.
- Der Kampf für die Jugend. Gesammelte Aufsätze. Jena 1920.
- Der europäische Geist. Gesammelte Aufsätze über Religion und Kunst. 1921
- Eros. Lauenburg 1921.
- Wickersdorf. Lauenburg (Elbe) 1922.
- (Hg.) Des Laotse Tao Te King. Deutsch von F. Fiedler. Hannover 1922.
- Weltanschauung. 2. Auflage, München, 1947.
- Musikalische Weltanschauung. München 1948.
- Abschied vom Christentum – Religion, Christentum, Bibel, Anfänge und anderes. München 1963
- Freie Schulgemeinde Wickersdorf. Kleine Schriften. Hrsg. von Ulrich Herrmann. Jena 2006 (Pädagogische Reform in Quellen Bd. 4) ISBN 3-938203-41-2
- Gustav Wyneken. Chronik einer großen Freundschaft. Erich Ebermayer, Quellen und Beiträge zur Geschichte der Jugendbewegung.Verlag Dipa, 1969,